# Торпедо (Кутаїсі)
Торпе́до (груз. ტორპედო) — грузинський футбольний клуб із міста Кутаїсі. Клуб тричі здобував чемпіонство, а після сезону 2006-07 втратив місце у найвищій лізі через фінансові проблеми, повернувся до ліги 2010 року.

## Попередні назви

Історичний логотип

- «Торпедо» (1946—1949)
- «Локомотив» (1949—1960)
- «Торпедо» (1960—1990)
- «Кутаїсі» (1990—1992)
- «Торпедо» (1992—2008)
- «Торпедо-2008» (з 2008)

## Досягнення
- Чемпіонат Грузії:
  - Чемпіон (5): 1949 (ГРСР), 1999-2000, 2000-01, 2001-02, 2017
  - Срібний призер: 1998-99, 2002-03, 2004-05, 2024
  - Бронзовий призер: 1991, 1993-94, 2011-12, 2012-13, 2016 (о), 2018, 2023
- Кубок Грузії:
  - Володар кубка (5): 1999, 2001, 2016, 2018, 2022
  - Фіналіст: 2000, 2002, 2004, 2011, 2017
- Суперкубок Грузії:
  - Володар суперкубка (3): 2018, 2019, 2024
- Кубок президента Туркменістану
  - Володар кубка (1): 2002
  - Срібний призер: 2004

## Єврокубки
| Сезон     | Турнір                | Раунд | Команда         | Вдома | На виїзді | Загальний рахунок |
| --------- | --------------------- | ----- | --------------- | ----- | --------- | ----------------- |
| 1999-2000 | Кубок УЄФА            | К     | Лантана         | 4–2   | 5–0       | 9–2               |
|           |                       | К1    | АЕК             | 0–1   | 1–6       | 1–7               |
| 2000-01   | Ліга чемпіонів УЄФА   | 2     | Црвена Звезда   | 2–0   | 0–4       | 2–4               |
| 2001-02   | Ліга чемпіонів УЄФА   | 1     | Лінфілд         | 1–0   | 0–0       | 1–0               |
|           |                       | 2     | Копенгаген      | 1–1   | 1–3       | 2–4               |
| 2002-03   | Ліга чемпіонів УЄФА   | 1     | Б36 Торсгавн    | 5–2   | 1–0       | 6–2               |
|           |                       | 2     | Спарта          | 1–2   | 0–3       | 1–4               |
| 2003-04   | Кубок УЄФА            | К     | Ланс            | 0–2   | 0–3       | 0–5               |
| 2005-06   | Кубок УЄФА            | 1     | БАТЕ            | 0–1   | 0–5       | 0–6               |
| 2012–13   | Ліга Європи УЄФА      | 1     | Актобе          | 1–1   | 0–1       | 1–2               |
| 2013–14   | Ліга Європи УЄФА      | 1     | Жиліна          | 0–3   | 3–3       | 3–6               |
| 2017–18   | Ліга Європи УЄФА      | 1     | Тренчин         | 0–3   | 1–5       | 1–8               |
| 2018–19   | Ліга чемпіонів УЄФА   | 1     | Шериф           | 2–1   | 0–3       | 2–4               |
| 2018–19   | Ліга Європи УЄФА      | 2     | Вікінгур (Гета) | 3–0   | 4–0       | 7–0               |
| 2018–19   | Ліга Європи УЄФА      | 3     | Кукесі          | 5–2   | 0–2       | 5–4               |
| 2018–19   | Ліга Європи УЄФА      | ПО    | Лудогорець      | 0–1   | 0–4       | 0–5               |
| 2019–20   | Ліга Європи УЄФА      | 1     | Ордабаси        | 0–1   | 0–2       | 0–3               |
| 2023–24   | Ліга конференцій УЄФА | 1     | Сараєво         | 2–2   | 1–1       | 3–3 пен. 4–2      |
| 2023–24   | Ліга конференцій УЄФА | 2     | Актобе          | 1−4   | 2–1       | 3−5               |
| 2024–25   | Ліга конференцій УЄФА | 1     | Тирана          | 1–1   | 1–0       | 2–1               |
| 2024–25   | Ліга конференцій УЄФА | 2     | Омонія          | 1−2   | 1−3       | 2−5               |
| 2025–26   | Ліга конференцій УЄФА | 1     | Ордабаси        | 4–3   | 1–1       | 5–4               |
| 2025–26   | Ліга конференцій УЄФА | 2     | Омонія          |       |           |                   |

## Відомі футболісти
- Джемал Сілагадзе